# Liste der Monuments historiques in Courances
Die Liste der Monuments historiques in Courances führt die Monuments historiques in der französischen Gemeinde Courances auf.

## Liste der Bauwerke
| Bezeichnung       | Beschreibung | Standort | Kennzeichnung | Schutzstatus | Datum | Bild           |
| ----------------- | ------------ | -------- | ------------- | ------------ | ----- | -------------- |
| Schloss Courances |              | (Lage)   | PA00087871    | Classé       | 1983  | weitere Bilder |
| Kirche St-Étienne |              | (Lage)   | PA00087872    | Inscrit      | 1981  | weitere Bilder |

## Liste der Objekte

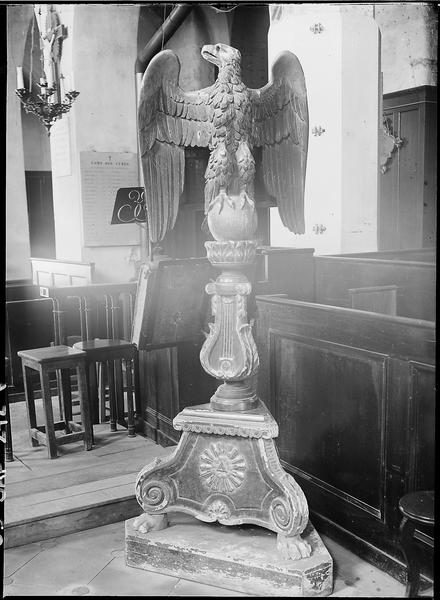
Adlerpult (18. Jahrhundert) in der Kirche St-Étienne

- Monuments historiques (Objekte) in Courances in der Base Palissy des französischen Kultusministeriums